# Navarån
Navarån avvattnar sjön Navarn i Medelpad. Navarån mynnar i Holmsjön. Längd ca 3 km, totalt (inkl. källflöden) ca 10 km. Flodområde ca 30 km2. Navarån har ett stort bestånd av flodpärlmusslor mycket på grund av att ån undgått omfattande rensningar under flottningsepoken. I de övre delarna av ån finns dock vissa omgrävda och rensade partier. Flodpärlmusslorna har gjort att Navarån är utsedd till ett Natura 2000-område och naturreservat.